# Telema
Telema és un gènere d'aranyes araneomorfes de la família dels telèmids (Telemidae). Fou descrit per primera vegada per Eugène Simon l'any 1882.
La seva distribució és per l'est i sud-est d'Àsia, amb una espècie a Guatemala i una al sud d'Europa, a Espanya i França.

## Taxonomia
Segons el World Spider Catalog amb data de 14 de gener de 2019, hi ha descrites 36 espècies:
- Telema acicularis Wang & Li, 2010 - Tailàndia
- Telema adunca Wang & Li, 2010 - Xina
- Telema anguina Wang & Li, 2010  - Tailàndia
- Telema auricoma Lin & Li, 2010 - Xina
- Telema bella Tong & Li, 2008 - Xina
- Telema bifida Lin & Li, 2010 - Xina
- Telema biyunensis Wang & Li, 2010 - Xina
- Telema breviseta Tong & Li, 2008 - Xina
- Telema circularis Tong & Li, 2008 - Xina
- Telema claviformis Tong & Li, 2008 - Xina
- Telema conglobare Lin & Li, 2010 - Xina
- Telema cordata Wang & Li, 2010 - Xina
- Telema cucphongensis Lin, Pham & Li, 2009 - Vietnam
- Telema cucurbitina Wang & Li, 2010 - Xina
- Telema dengi Tong & Li, 2008 - Xina
- Telema dongbei Wang & va Córrer, 1998 - Xina
- Telema exiloculata Lin, Pham & Li, 2009 - Vietnam
- Telema fabata Wang & Li, 2010 - Singapur
- Telema feilong Chen & Zhu, 2009 - Xina
- Telema grandidens Tong & Li, 2008 - Xina
- Telema guihua Lin & Li, 2010 - Xina
- Telema liangxi Zhu & Chen, 2002 - Xina
- Telema malaysiaensis Wang & Li, 2010 - Borneo
- Telema mayana Gertsch, 1973 - Guatemala
- Telema mikrosphaira Wang & Li, 2010 - Xina
- Telema nipponica Yaginuma, 1972 - Japó
- Telema oculata Tong & Li, 2008 - Xina
- Telema pedati Lin & Li, 2010 - Xina
- Telema renalis Wang & Li, 2010 - Xina
- Telema spina Tong & Li, 2008 - Xina
- Telema spinafemora Lin & Li, 2010 - Xina
- Telema spirae Lin & Li, 2010 - Xina
- Telema strentarsi Lin & Li, 2010 - Xina
- Telema tenella Simon, 1882 - Espanya, França
- Telema tortutheca Lin & Li, 2010 - Xina
- Telema vesiculata Lin & Li, 2010 - Xina
- Telema wunderlichi Cançó & Zhu, 1994 - Xina
- Telema yashanensis Wang & Li, 2010 - Xina
- Telema zhewang Chen & Zhu, 2009 - Xina
- Telema zonaria Wang & Li, 2010 - Xina